# Heracross
Heracross is een fictief wezen uit de Pokémon-wereld.
De naam is een samentrekking van Heracles en het achtervoegsel -ceros wat hoorn betekent. Hij figureert in verschillende spellen en komt voor in de eerste reeksen van de tekenfilmserie.
Zijn favoriete voedsel is het verse sap uit loofbomen. Ondanks zijn zachte karakter is Heracross zeer sterk en krachtig. Op het moment dat Heracross zijn hoorns onder een vijand steekt, tilt hij deze omhoog en gooit hem dan weg. Hij kan gemakkelijk een voorwerp optillen dat honderd keer zijn eigen gewicht is.
Heracross is een van de eerste Pokémon en dat betekent dat hij niet in staat is om te evolueren.